# واکنش پاوسون–خاند
واکنش پاوسون–خاند (به انگلیسی: Pauson–Khand reaction) یک نام واکنش از نوع حلقه‌زایی [۲+۲+۱] در شیمی آلی است که طی آن یک آلکین، یک آلکن و کربن مونوکسید با یکدیگر واکنش داده و تشکیل یک آلفا و بتا-سیکلوپنتنون را می‌دهند. این واکنش به طور مخفف به صورت PKR نیز نشان داده می‌شود.